# Tournoi d'escrime d'Orléans
Le Tournoi de sabre dames d'Orléans (Grand Prix), connu sous le nom de Trophée BNP Paribas jusqu'en 2019 puis, pour raison de sponsoring, Trophée Orcom en 2019, et actuellement Trophée Nuoma mutuelle, est un tournoi de la Coupe du monde d'escrime qui se déroule depuis sa création dans la ville d'Orléans, en France. Créé pour la saison 1998-1999, en même temps que le circuit de sabre féminin, il est le seul tournoi de ce circuit à s'être déroulé annuellement et sans interruption depuis, exception faite de la saison blanche de 2020-2021 marquée par la pandémie de Covid-19 et les nombreuses compétitions annulées pour permettre la tenue des Jeux olympiques de Tokyo à l'été 2021. 
Deux escrimeuses ont inscrit leur nom à trois reprises au palmarès du Trophée : Mariel Zagunis et Olha Kharlan, successivement en 2012 et 2014. Elena Jemayeva, première gagnante du tournoi, Anne-Lise Touya, Rebecca Ward et Manon Brunet, qui en est aussi depuis 2019 la tenante du titre, l'ont elles gagné à deux reprises. En 2019, onze tournois par équipes ont eu lieu. Les États-Unis ont gagné ce tournoi à quatre reprises, devant la Russie qui comptabilise trois titres. 

## Historique

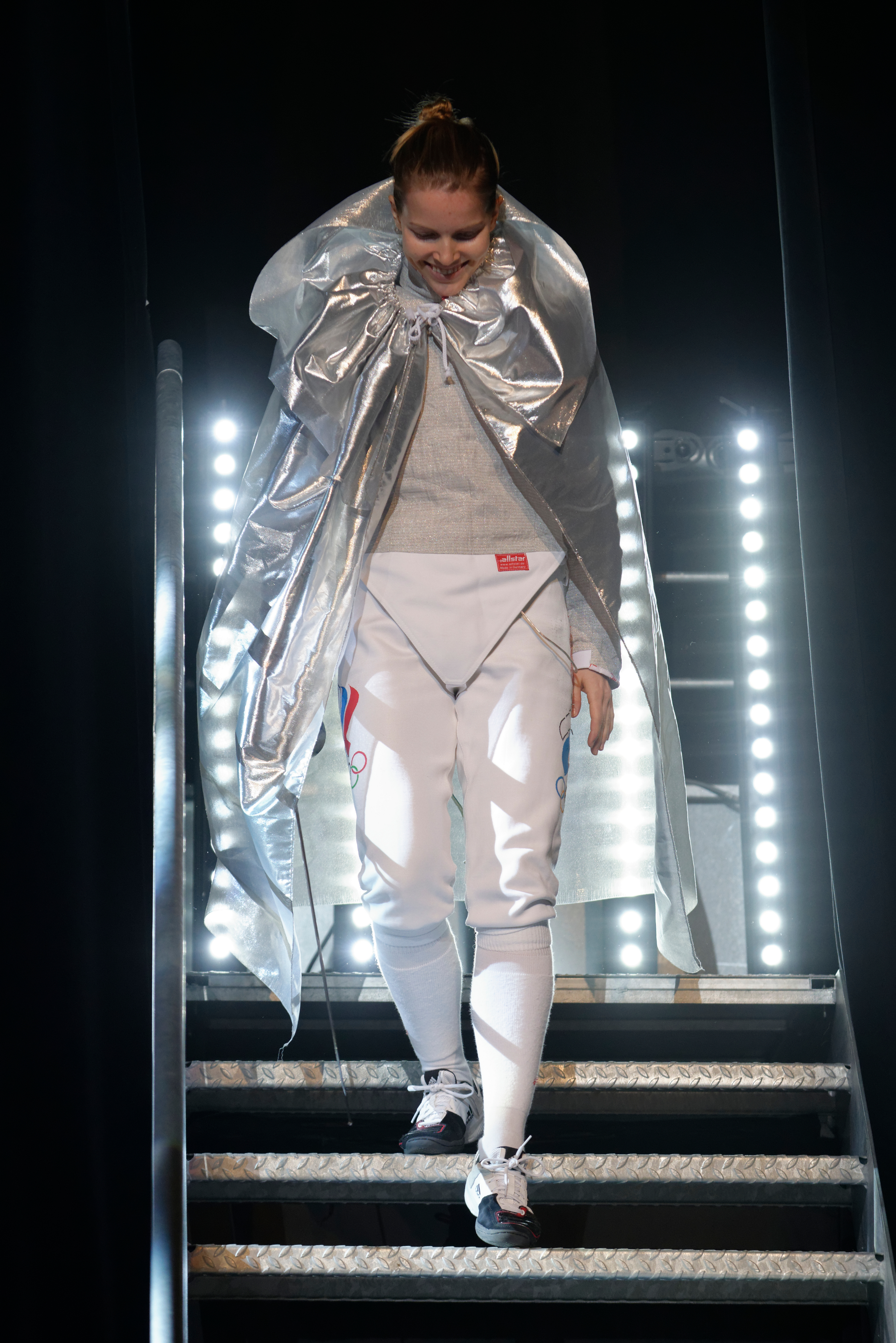
Mise en scène de l'entrée des tireuses (ici, Ekaterina Diatchenko)

Le tournoi fait son apparition en 1998, avec l'appui du Cercle d'escrime orléanais, à l'occasion de la création de la Coupe du monde de sabre dames, la dernière des six coupes des mondes individuelles de l'escrime, six ans avant l'apparition du sabre dames aux Jeux olympiques d'Athènes en 2004. La ville d'Orléans avait déjà accueilli en 1992 une épreuve de coupe du monde de sabre masculin, le Challenge BNP Paribas. Ce dernier, accueilli d'ordinaire dans la ville de Nancy, est transféré à Orléans à la suite d'un désistement de dernière minute de la cité lorraine. Cette première édition est mixte.
La première édition se déroule au Palais des sports d'Orléans. Depuis lors, les finales de l'individuel qui se déroulent le samedi soir (à partir des quarts de finale) ont été transférées au Zénith d'Orléans où elles attirent un public allant jusqu'à 5 000 spectateurs. Ce rassemblement permet d'entourer l'événement sportif d'un spectacle complet et d'animations mobilisant des jeunes tireurs du cercle d'escrime orléanais [réf. nécessaire]. Les huit tireuses finalistes peuvent-être introduites devant le public et intégrées au spectacle, descendant sur scène en rappel ou apparaissant dans des boîtes au cours d'un spectacle de magie.
En 2019, la compétition, comptant pour la qualification aux Jeux olympiques de Tokyo, attire 211 tireuses, la plus forte participation de la jeune histoire du tournoi. Lors de cette édition, le tournoi inaugure un partenariat avec la société Orcom et se renomme donc Trophée Orcom, abandonnant le nom de son partenaire d'origine.
En 2021, des ajustements dans le calendrier pour éviter certains pays encore durement touchés par la pandémie permettent au tournoi d'accéder au rang de Grand Prix. Il s'y tient donc une compétition individuelle dames et messieurs, mais pas de compétition par équipes. Bien que ce nouveau statut soit temporaire, il pourrait être un nouvel échelon dans l'ambition de la ville et de son club d'accueillir les Championnats du monde d'escrime,. Par ailleurs, le tournoi prend le nom d'un autre partenaire et devient le Trophée Nuoma mutuelle.

## Palmarès
| Éd.  | Vainqueurs          | Vainqueurs  | Réf    |
| Éd.  | Individuel          | Par équipes | Réf    |
| ---- | ------------------- | ----------- | ------ |
| 2023 | Manon Apithy-Brunet | Non-disputé |        |
| 2022 | Martina Criscio     | Non-disputé | [ 9 ]  |
| 2021 | Despina Georgiadou  | Non-disputé | [ 10 ] |
| 2019 | Manon Brunet        | Russie      | ,      |
| 2018 | Anna Márton         | France      | ,      |
| 2017 | Rossella Gregorio   | Russie      | ,      |
| 2016 | Manon Brunet        | Italie      | ,      |
| 2015 | Yana Egorian        | Ukraine     | ,      |
| 2014 | Sofia Velikaïa      | Russie      | ,      |
| 2014 | Olha Kharlan        | Non-disputé | [ 23 ] |
| 2013 | Olha Kharlan        | Non-disputé | [ 24 ] |
| 2012 | Mariel Zagunis      | Non-disputé | [ 25 ] |
| 2011 | Mariel Zagunis      | Non-disputé | [ 26 ] |
| 2010 | Olha Kharlan        | États-Unis  | ,      |
| 2009 | Mariel Zagunis      | États-Unis  | ,      |
| 2008 | Rebecca Ward        | États-Unis  | ,      |
| 2007 | Rebecca Ward        | Non-disputé | [ 33 ] |
| 2006 | Anne-Lise Touya     | Non-disputé | [ 34 ] |
| 2005 | Elena Netchaeva     | Non-disputé | [ 35 ] |
| 2004 | Sada Jacobson       | Roumanie    | ,      |
| 2003 | Cécile Argiolas     | États-Unis  | ,      |
| 2002 | Gioia Marzocca      | Non-disputé | [ 40 ] |
| 2001 | Anne-Lise Touya     | Non-disputé | [ 41 ] |
| 2000 | Elena Jemayeva      | Non-disputé | [ 42 ] |
| 1999 | Elena Jemayeva      | Non-disputé | [ 43 ] |

| Éd.  | Vainqueurs    | Vainqueurs  | Réf    |
| Éd.  | Individuel    | Par équipes | Réf    |
| ---- | ------------- | ----------- | ------ |
| 2023 | Matyas Szabo  | Non-disputé |        |
| 2022 | Áron Szilágyi | Non-disputé | [ 44 ] |
| 2021 | Kim Jung-hwan | Non-disputé | [ 45 ] |

## Galerie

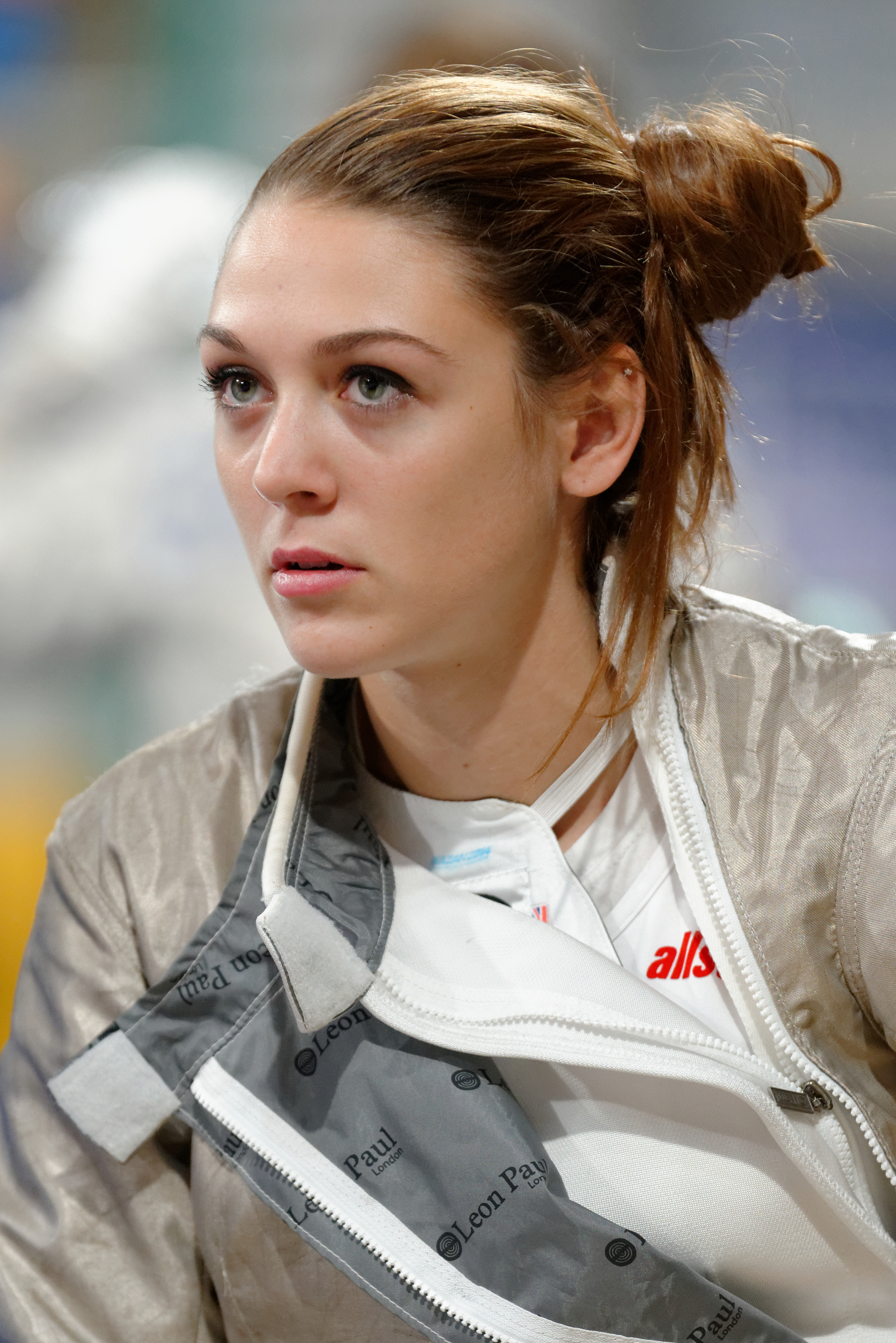
Manon Brunet, triple vainqueur de l'épreuve

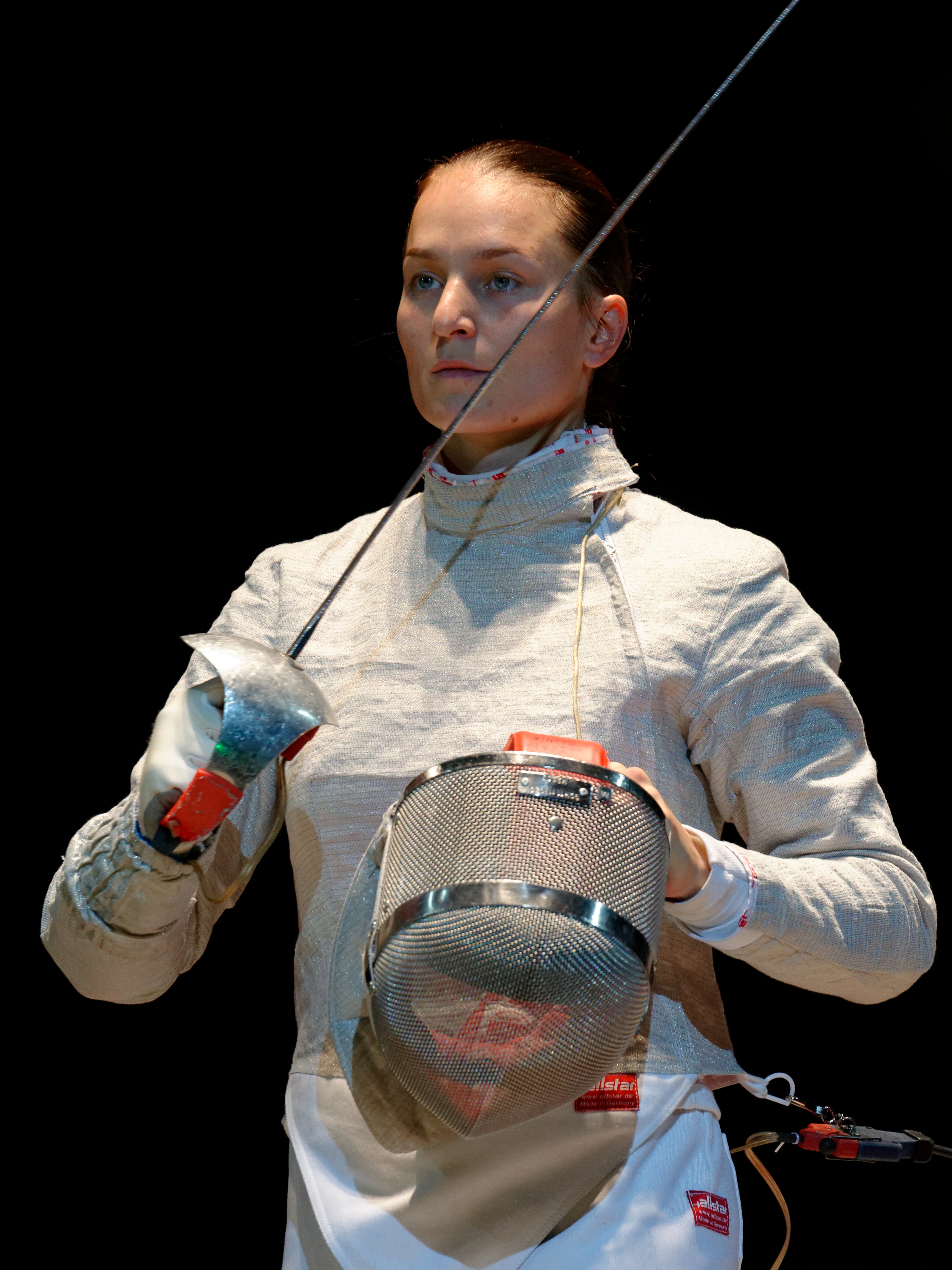
Sofia Velikaïa, gagnante en 2014

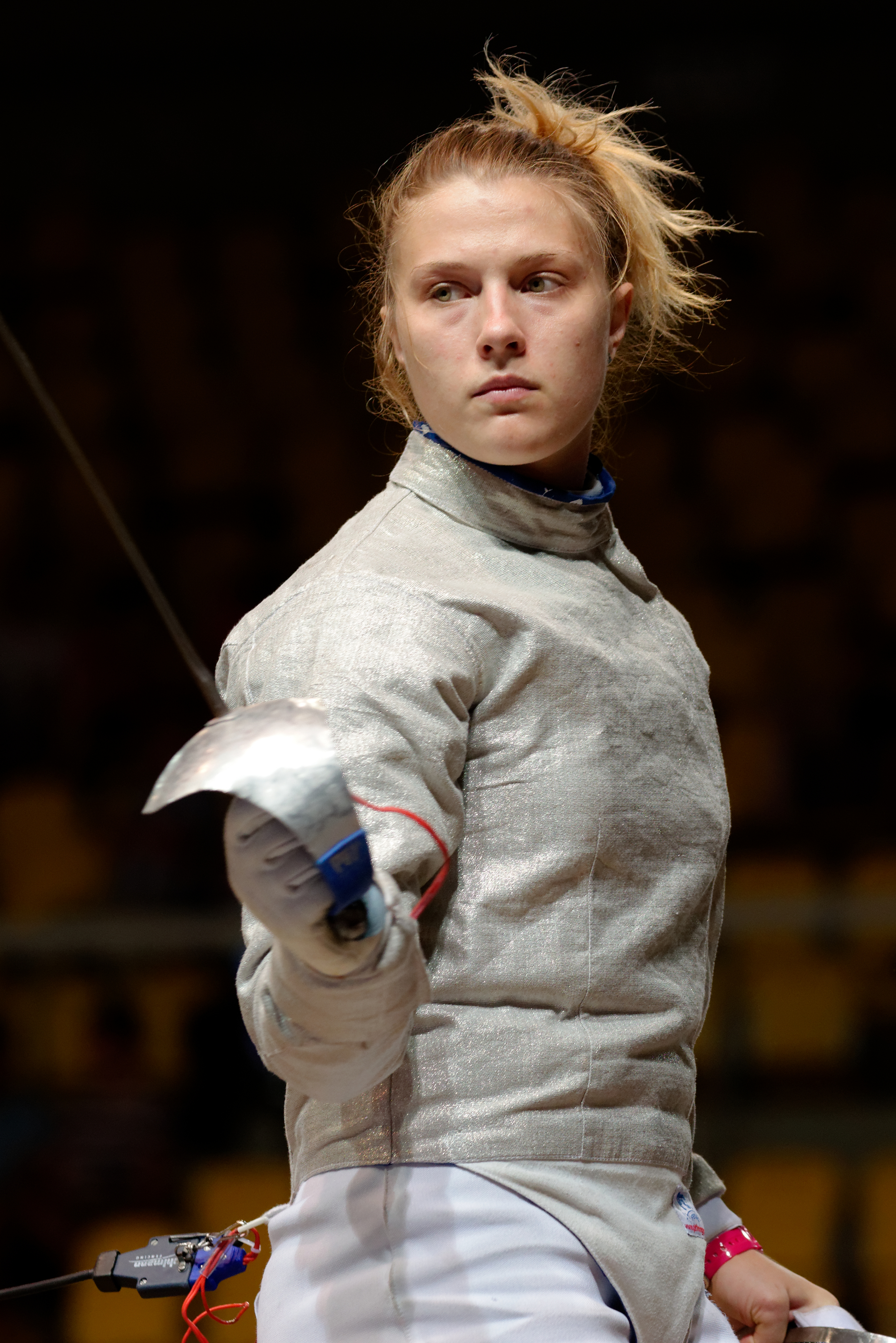
Olha Kharlan, triple vainqueur de l'épreuve

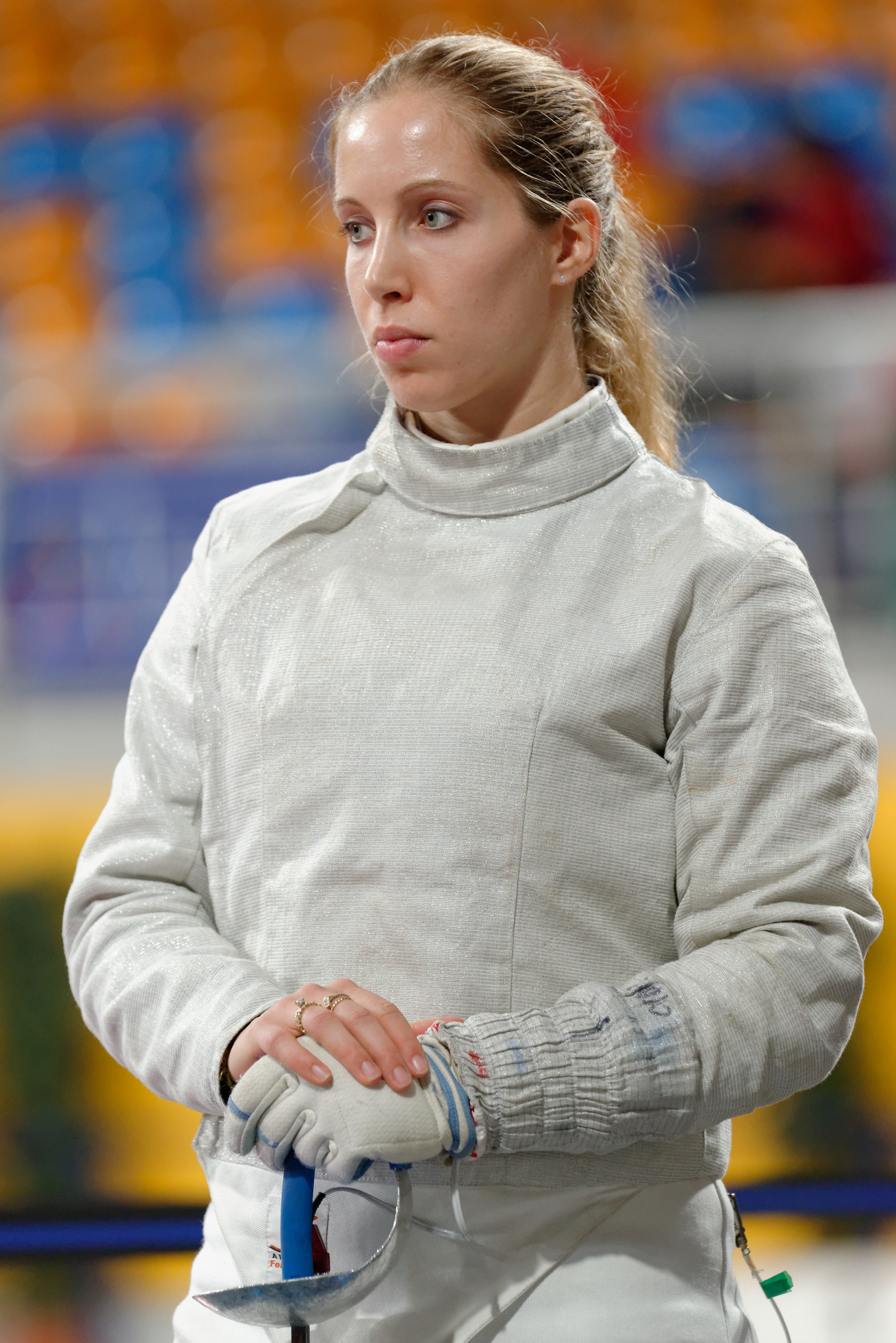
Mariel Zagunis, triple vainqueur de l'épreuve

|  |  |  |  |